# 耶尼傑 (卡拉比克省)

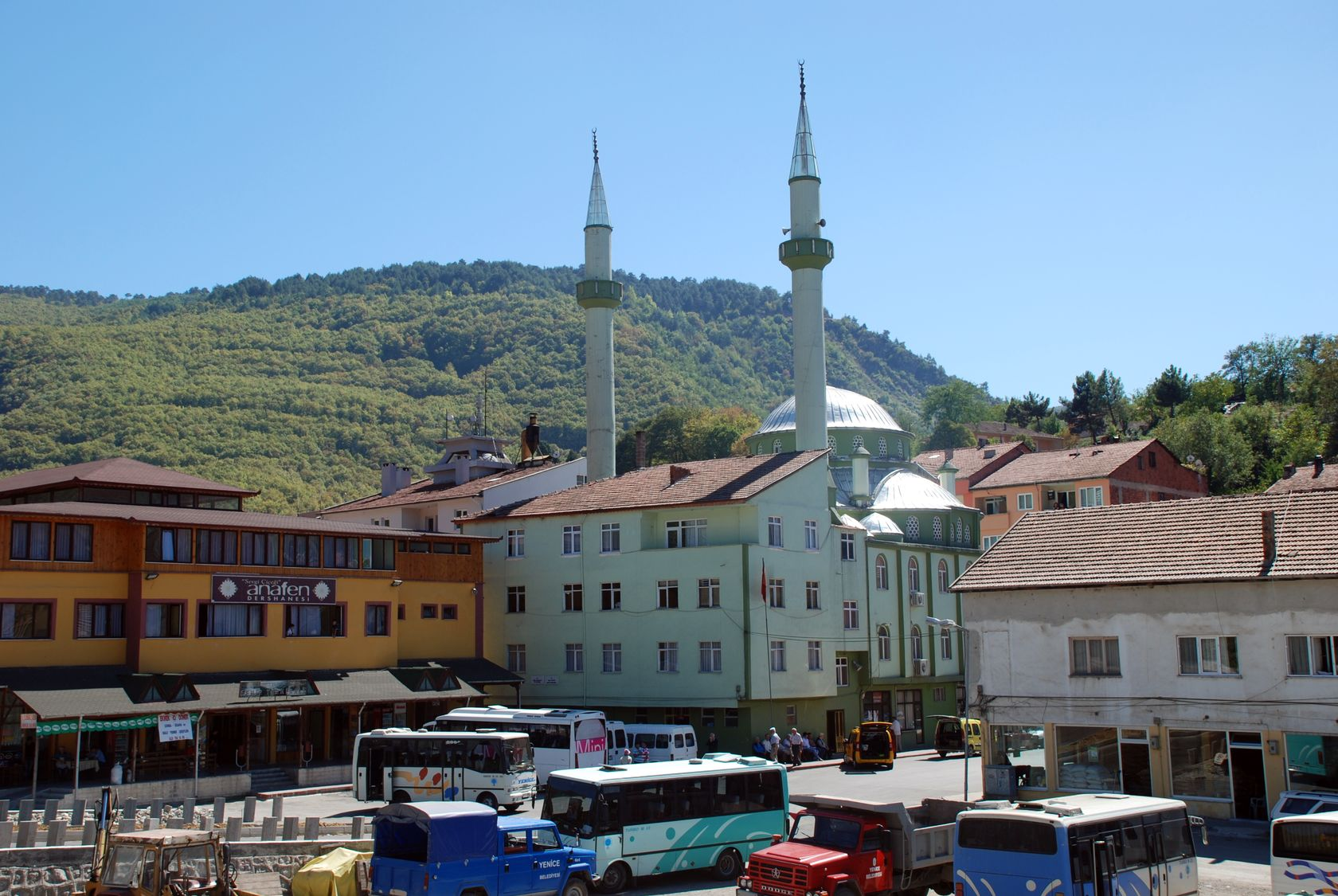
Yenice

耶尼傑是土耳其的城鎮，由卡拉比克省負責管轄，位於該國北部，面積620平方公里，海拔高度444米，鎮中心有一座大型清真寺，2011年人口9,348。

## 外部連結
- District governor's official website （页面存档备份，存于） （土耳其文）

41°12′00″N 32°19′45″E / 41.20000°N 32.32917°E